# Wladimir Alexandrowitsch Scharkow
Wladimir Alexandrowitsch Scharkow (russisch Владимир Александрович Жарков; * 10. Januar 1988 in Elektrostal, Russische SFSR) ist ein russischer Eishockeyspieler, der seit Mai 2021 beim HK Awangard Omsk in der Kontinentalen Hockey-Liga unter Vertrag steht.

## Karriere
Wladimir Scharkow begann seine Karriere als Eishockeyspieler im Nachwuchsbereich des HK ZSKA Moskau, für dessen Profimannschaft er in der Saison 2005/06 sein Debüt in der russischen Superliga gab. In seinem Rookiejahr bereitete der Flügelspieler in fünf Spielen ein Tor vor. Daraufhin wurde er im NHL Entry Draft 2006 in der dritten Runde als insgesamt 77. Spieler von den New Jersey Devils ausgewählt.
Zunächst blieb er allerdings noch zwei Jahre in Moskau, ehe er die gesamte Saison 2008/09 im Farmteam New Jerseys, bei den Lowell Devils aus der American Hockey League, verbrachte. Für diese erzielte der Linksschütze in 69 Spielen elf Tore und gab 23 Vorlagen. Nachdem er auch die Saison 2009/10 bei den Lowell Devils in der AHL begonnen hatte, gab der Russe am 28. November 2009 im Spiel gegen die New York Islanders sein Debüt in der National Hockey League für die New Jersey Devils.
In den folgenden drei Spieljahren absolvierte er insgesamt 82 NHL-Partien für die Devils, kam aber in der Saison 2011/12 mehrheitlich in der AHL zum Einsatz. Daher entschloss er sich zu einer Rückkehr nach Russland, wo er vom ZSKA Moskau einen Zweijahresvertrag erhielt. In den folgenden Jahren wurde sein Vertrag mehrfach verlängert, ehe seine Offensivleistungen in der Saison 2017/18 einbrachen und er den ZSKA verließ.
Im Mai 2018 erhielt er einen Zweijahresvertrag bei Salawat Julajew Ufa.

### International
Für Russland nahm Scharkow an der U18-Junioren-Weltmeisterschaft 2006 teil, bei der er mit seiner Mannschaft den fünften Platz belegte.

## Statistik
(Stand: Ende der Saison 2013/14)